# ネッツトヨタ北九州
ネッツトヨタ北九州株式会社（ネッツトヨタきたきゅうしゅう）は、福岡県北九州市小倉北区に本社を置く、トヨタ自動車の正規ディーラー（ネッツ店）である。

## 概要
福岡県のうち、北九州市および筑豊・京築・遠賀・宗像を販売エリアとするネッツ店であるとともに、北九州地域を本拠とする唯一のトヨタ系カーディーラーでもある（他社はいずれも福岡市に本社）。トヨタ自動車のビスタ店のネッツ店との販売チャンネルの再編に伴い、2004年4月トヨタビスタ北九州株式会社と合併した。
卜部グループに属し、トヨタカローラ広島のグループ企業である。

## 沿革
- 1961年（昭和36年） - パブリカ八幡として発足、営業開始。
- 1966年（昭和41年） - トヨタパブリカ北九州に社名変更。
- 1969年（昭和44年） - トヨタオート北九州に社名変更。
- 1993年（平成5年） - DUO小倉オープン。
- 1994年（平成6年） - 遠賀テクノセンター（板金塗装・新車点検工場）稼働。
- 1997年（平成9年） - 本社・本店、新社屋完成。
- 1998年（平成10年）- ネッツトヨタ北九州に社名変更。
- 2001年（平成13年） - シャント八幡西店オープン。
- 2003年（平成15年） - ウェルキャブプラザ折尾オープン。
- 2004年（平成16年） - チャンネル統合に伴いトヨタビスタ北九州と合併。
- 2005年（平成17年） - レクサス小倉オープン。
- 2006年（平成18年） - 研修センター（遠賀トレーニングセンター）完成。
- 2019年（令和元年）- 福津店オープン。本社・小倉店（現小倉本店）移転。シャント小倉本店オープン。

## 店舗

### 新車
- 小倉本店 - 北九州市小倉北区上到津3-4-1
- 城野店 - 北九州市小倉北区重住3-10-1
- 中井店 - 北九州市小倉北区中井4-13-2
- 曽根店 - 北九州市小倉南区葛原東3-13-12
- 門司店 - 北九州市門司区大里新町3-3
- 八幡本店 - 北九州市八幡西区皇后崎町14-6
- 八幡西店 - 北九州市八幡西区八枝2-4-1
- 馬場山店 - 北九州市八幡西区楠橋南1‐22‐7
- 折尾店 - 北九州市八幡西区友田1-12-17
- 若松店 - 北九州市若松区東二島2-2-25
- 遠賀店 - 遠賀郡遠賀町今古賀字貴舟461
- 宗像店 - 宗像市稲元2-3-15
- 福津店 - 福津市花見が浜2-8-14
- 行橋店 - 行橋市北泉4-39-12
- 行橋南店 - 行橋市大字辻垣133-11
- 直方店 - 直方市大字植木一丁田698-1
- 飯塚店 - 飯塚市有井354-16
- 田川店 - 田川市大字川宮字向野1757-8

### 中古車
- シャント小倉本店 - 北九州市小倉北区上到津3-4-1
- シャント小倉南店 - 北九州市小倉南区葛原5-4-8
- シャント八幡西店 - 北九州市八幡西区八枝2‐4‐15
- シャント宗像店 - 宗像市稲元2-3-15
- シャント飯塚店 - 飯塚市有井334-26

### レクサス
- レクサス小倉 - 北九州市小倉北区室町1-2-1
- レクサスCPO小倉 - 北九州市小倉北区片野4-14-10

## 福岡県内のその他のトヨタ車販売店
いずれも本社は福岡市に所在する。
- 福岡トヨタ自動車（トヨタ店、昭和グループ）
  - 2017年、北九州地区での営業強化のためTOTO本社遊休地跡の一角に「北九州本店」を構えたが、それでも福岡市に本社が所在することは変わらない。
- 福岡トヨペット（トヨペット店、昭和グループ）
- トヨタカローラ博多（トヨタカローラ店）
  - 本社・本店は福岡市に所在するが、ネッツ北九州とほぼ同じく北九州地方と筑豊地方を主な営業エリアとしている。
- トヨタカローラ福岡（トヨタカローラ店、昭和グループ）
- ネッツトヨタ福岡（ネッツ店、昭和グループ）
- ネッツトヨタ西日本（ネッツ店、喜多村石油グループ） - 旧トヨタビスタ福岡